# Саліма Гезалі
Салім Гезалі (Bouira, 1958) — алжирська журналістка, активістка, редакторка і письменниця.

## Біографія
Правозахисниця, зокрема прав жінок. Засновниця асоціації «Жінки в Європі» та «Магриб», президент Асоціації сприяння розвитку жінок, редакторка та засновниця жіночого журналу NYSSA та редакторкою алжирського тижневика «La Nation».
Під час громадянської війни в Алжирі Саліма Гезалі зайняла пацифістську позицію, що спровокувало атаки з боку як алжирської влади, так і ісламських екстремістів. 1996 року тижневик «La Nation», редакторкою якого була Саліма Гезалі, заборонили. Вона прокоментувала це так: «Необхідно пам'ятати про принципи, що є фундаментальними для людського суспільства, і забезпечити належний моніторинг. Це найкращий спосіб досягнути перемоги цивілізації над варварством».

## Премії
Європейський Парламент відзначив роботу Саліми Гезалі у сфері захисту демократії та розвитку свобод у Магрибі, вручивши їй премію Сахарова в 1997 році.